# Halolaelaps
Halolaelaps es un género de ácaros perteneciente a la familia Halolaelapidae.

## Especies
Halolaelaps Berlese & Trouessart, 1889
- Halolaelaps albertii Blaszak & Ehrnsberger, 1993
- Halolaelaps areolatus (Leitner, 1946)
- Halolaelaps balticus Sellnick, 1957
- Halolaelaps caesariensis Athias Henriot, 1961
- Halolaelaps celticus Halbert, 1915
- Halolaelaps claudiae (Blaszak & Ehrnsberger, 2000)
- Halolaelaps coxalis Sellnick, 1957
- Halolaelaps decemsetosus Blaszak & Ehrnsberger, 1998
- Halolaelaps evansi Blaszak & Ehrnsberger, 1995
- Halolaelaps fallax Hirschmann & Gotz, 1968
- Halolaelaps gerlachi Hirschmann, 1966
- Halolaelaps giganteus Blaszak & Ehrnsberger, 1998
- Halolaelaps goetzi (Blaszak & Ehrnsberger, 2002)
- Halolaelaps hirschmanni (Blaszak & Ehrnsberger, 2002)
- Halolaelaps hispanicus Blaszak & Ehrnsberger, 1999
- Halolaelaps hyatti (Blaszak & Ehrnsberger, 2002)
- Halolaelaps ishikawae Blaszak & Ehrnsberger, 1998
- Halolaelaps janinae Blaszak & Ehrnsberger, 1995
- Halolaelaps lunatus Karg, 1979
- Halolaelaps marinus (Brady, 1875)
- Halolaelaps nodosoides Blaszak & Ehrnsberger, 1993
- Halolaelaps nodosus Willmann, 1952
- Halolaelaps obtusus Blaszak & Ehrnsberger, 1993
- Halolaelaps orientalis Ishikawa, 1979
- Halolaelaps propinquus Blaszak & Ehrnsberger, 1993
- Halolaelaps punctulatus (Leitner, 1946)
- Halolaelaps rafaljanus Blaszak & Ehrnsberger, 1997
- Halolaelaps rafalskii Blaszak & Ehrnsberger, 1993
- Halolaelaps reinharti Blaszak & Ehrnsberger, 1993
- Halolaelaps reticulatus (Blaszak & Ehrnsberger, 2000)
- Halolaelaps saproincisus (Hirschmann & Gotz, 1968)
- Halolaelaps sculpturatus Sellnick, 1940
- Halolaelaps sexclavatus (Oudemans, 1902)
- Halolaelaps silveae Blaszak & Ehrnsberger, 1993
- Halolaelaps similis Blaszak & Ehrnsberger, 1993
- Halolaelaps simplex Sellnick, 1957
- Halolaelaps sinuosus Blaszak & Ehrnsberger, 1993
- Halolaelaps strenzkei Gotz, 1952
- Halolaelaps subtilis (Leitner, 1947)
- Halolaelaps vitzthumi Hirschmann & Gotz, 1968
- Halolaelaps weberi Blaszak & Ehrnsberger, 1998
- Halolaelaps willmanni Blaszak & Ehrnsberger, 1995